# Rio Sym
O rio Sym (em russo:  Сым') é um rio do norte da Sibéria, na Rússia. Tem 694 km de comprimento e é afluente do Rio Ienissei. Flui através do Krai de Krasnoiarsk e tem uma bacia hidrográfica de 31600 km2.
O Sym nasce numa zona pantanosa na parte oriental da planície da Sibéria Ocidental. Toma primeiro a direção sul, para virar logo para sudeste numa região predominantemente plana. No seu troço final descreve uma ampla curva e encaminha-se para noroeste, confluindo com o rio Ienissei pela sua margem esquerda, perto da localidade de Jarcevo. A localidade que dá nome ao rio é Sym, a 215 km a montante da foz e 71 m de altitude. Em Sym o caudal foi observado durante 36 anos (1957 a 1996)
O rio corre através de uma região remota, sombria e inundável, muito pouco habitada, de modo que no seu trajeto não encontra nenhum importante centro urbano e apenas há algumas pequenas aldeias construídas sobre o solo de permafrost. Não há vegetação, exceto musgos, líquenes e algumas ervas.
Os seus principais afluentes são, pela direita, os rios Kamalsis (Камалсис), Bydches (Быдчес), Alysu (Алысу); e, pela esquerda, os rios Kolegus (Колегус), Toges (Тогес), Kyksys (Кыксыс) e Algim (Алгим).
Tal como todos os rios siberianos, tem regime nivo-pluvial, sofrendo longos períodos de congelamento (seis meses por ano, de novembro a maio) e grandes extensões de solo permanecem permanentemente congeladas em profundidade. Ao chegar a época do degelo, como se degelam primeiro as zonas mais a sul, o rio inunda amplas zonas próximas das margens.
O rio é navegável durante quase 265 km a montante da confluência com o Ienissei.